# Ковен (Западна Вирџинија)
Ковен (енгл. Cowen) град је у америчкој савезној држави Западна Вирџинија.

## Демографија
По попису из 2010. године број становника је 541, што је 28 (5,5%) становника више него 2000. године.
| Група             | 2000.       | 2010.       |
| Белци             | 509 (99,2%) | 532 (98,3%) |
| Афроамериканци    | 1 (0,2%)    | 0 (0,0%)    |
| Азијати           | 0 (0,0%)    | 0 (0,0%)    |
| Хиспаноамериканци | 2 (0,4%)    | 0 (0,0%)    |
| Укупно            | 513         | 541         |